# Black Hand
Black Hand is een Amerikaanse film van Richard Thorpe die werd uitgebracht in 1950. 
Gene Kelly vertolkte in deze film noir zijn eerste dramatische rol.

## Verhaal
1900, Little Italy (New York). Wanneer hij zelf wordt afgedreigd neemt Roberto Columbo, een Amerikaanse advocaat van Italiaanse afkomst, zich voor de praktijken van de Zwarte Hand aan de kaak te stellen. Hij begeeft zich naar een afspraak met een politie-officier en heeft nog de tijd om hem te vertellen dat heel wat landgenoten uit Little Italy ook voor aanzienlijke bedragen worden afgeperst door de misdaadorganisatie. Onmiddellijk daarna wordt hij neergestoken. Diep bedroefd besluit zijn weduwe met hun zoon Giovanni ('Johnny') naar Italië terug te keren.
Acht jaar later zet 'Johnny' opnieuw voet aan wal in New York. Hij is vast van plan zijn vader te wreken en een einde te maken aan de afpersingspraktijken. Rechercheur Louis Lorelli, een vroegere vriend van zijn vader, en Isabella, zijn vroegere jeugdvriendin, vinden het wijselijker dat hij afstapt van het idee van de persoonlijke bloedwraak en dat hij probeert een soort burgerbeweging op te zetten om gezamenlijk los te komen uit de wurggreep van de Zwarte Hand. 

## Rolverdeling
| Acteur          | Personage                                   |
| --------------- | ------------------------------------------- |
| Gene Kelly      | Giovanni E. 'Johnny' Columbo                |
| J. Carrol Naish | Louis Lorelli, rechercheur                  |
| Teresa Celli    | Isabella Gomboli, jeugdvriendin van Johnny  |
| Marc Lawrence   | Caesar Xavier Serpi                         |
| Frank Puglia    | Carlo Sabballera                            |
| Barry Kelley    | politiekapitein Thompson                    |
| Mario Siletti   | Benny Danetta / Nino, kleermaker            |
| Carl Milletaire | George Allani / Tomasino                    |
| Peter Brocco    | Roberto Columbo, advocaat, vader van Johnny |